# Campionati italiani assoluti di atletica leggera 1953
I XLIII campionati italiani assoluti di atletica leggera si tennero presso lo stadio Olimpico di Roma dal 25 al 27 settembre 1953, poche settimane dopo l'inaugurazione dell'impianto. Fu la prima edizione a vedere gareggiare contemporaneamente e nello stesso luogo sia uomini che donne. Furono assegnati trenta titoli italiani (venti maschili e dieci femminili), in quanto le prove multiple (decathlon per gli uomini e pentathlon) e i 3000 metri siepi maschili si disputarono il 10-11 ottobre ad Ancona (gare maschili) e Napoli (gare femminili).
Durante la manifestazione Loredana Simonetti batté il record italiano femminile degli 800 metri piani con il tempo di 2'18"7.

## Risultati

### Uomini
| Specialità             | Oro                                                                                      | Prestazione | Argento                                                    | Prestazione | Bronzo                                                     | Prestazione |
| Corse                  | Corse                                                                                    | Corse       | Corse                                                      | Corse       | Corse                                                      | Corse       |
| ---------------------- | ---------------------------------------------------------------------------------------- | ----------- | ---------------------------------------------------------- | ----------- | ---------------------------------------------------------- | ----------- |
| 100 m                  | Carlo Vittori Libertas Ascoli Piceno                                                     | 10"9        | Lucio Sangermano ASSI Giglio Rosso                         | 10"9        |                                                            |             |
| 200 m                  | Lucio Sangermano ASSI Giglio Rosso                                                       | 21"8        | Franco Leccese FIAT Torino                                 | 22"0        | Luigi Gnocchi Società Ginnastica Gallaratese               | 22"1        |
| 400 m                  | Antonio Siddi Atletica Brescia                                                           | 49"2        | Luigi Jacob Associazione Trentina Atletica Cesare Battisti | 49"3        | Luigi Grossi Gruppo Sportivo Pirelli                       | 49"3        |
| 800 m                  | Vittorio Maggioni Società Ginnastica Gallaratese                                         | 1'56"4      | Marcello Dani Atletica Virtus Lucca                        | 1'57"0      | Umberto Airaghi Atletica Riccardi                          | 1'57"7      |
| 1500 m                 | Vittorio Maggioni Società Ginnastica Gallaratese                                         | 3'58"8      | Alvaro Lenzi Atletica Virtus Lucca                         | 4'02"4      | Umberto Airaghi Atletica Riccardi                          | 4'04"5      |
| 5000 m                 | Rino Lavelli Unione Sportiva Reggiani                                                    | 15'30"2     | Giovanni Lai Electra SCS                                   | 15'33"8     | Edoardo Righi Società Ginnastica Etruria                   | 15'38"4     |
| 10 000 m               | Giacomo Peppicelli Polisportiva Testaccina                                               | 32'22"8     | Giuseppe Beviacqua                                         | 33'23"0     | Lai                                                        | 32'44"9     |
| 110 m hs               | Ezio Nardelli Associazione Trentina Atletica Cesare Battisti                             | 15"2        | Albano Albanese Società Ginnastica Gallaratese             | 15"3        | Armando Rituani Atletica Stella Azzurra Parma              | 15"3        |
| 400 m hs               | Armando Filiput Atletica Brescia                                                         | 53"8        | Giulio Latini CUS Roma                                     | 55"1        | Danilo Pacchini Atletica Virtus Lucca                      | 55"4        |
| Marcia 10 000 m        | Pino Dordoni Gruppo Sportivo Calzaturificio Diana                                        | 47'44"6     | Giuseppe Desiderio Associazione Polisportiva Partenope     | 48'51"6     | Gianni Corsaro Gruppi Sportivi Fiamme Gialle               | 49'10"0     |
| Staffetta 4×100 m      | Gruppo Sportivo Pirelli Renzo Corato Augusto Grilli Luciano Granelli Luigi Grossi        | 42"8        | ASSI Giglio Rosso Gianni Matteuzzi Massai Lucio Sangermano | 42"8        | Società Ginnastica Etruria Mengoni Guidotti Gori Panero C. | 43"1        |
| Staffetta 4×400 m      | Gruppo Sportivo Pirelli Ferdinando Agostoni Giordano Cazzaniga Carlo Manara Luigi Grossi | 3'22"9      | Atletica Virtus Lucca                                      | 3'23"9      |                                                            |             |
| Salti                  |                                                                                          |             |                                                            |             |                                                            |             |
| Salto in alto          | Pierluigi Sara Lancia Torino                                                             | 1,84 m      | Donato Società Ginnastica Gallaratese                      | 1,80 m      | Marchisio                                                  | 1,80 m      |
| Salto con l'asta       | Giulio Chiesa Gruppi Sportivi Fiamme Gialle                                              | 4,00 m      | Edmondo Ballotta Atletica Stella Azzurra Parma             | 4,00 m      | Pietro Scaglia Lancia Torino                               | 4,00 m      |
| Salto in lungo         | Gianpiero Druetto Unione Giovanile Biella                                                | 7,11 m      | Luigi Ulivelli Atletica Livorno 1950                       | 7,01 m      | Valerio Colatore Società Ginnastica Gallaratese            | 6,76 m      |
| Salto triplo           | Alberto Guzzi Lancia Torino                                                              | 14,75 m     | Normanno Massa CUS Roma                                    | 14,26 m     | Ferdinando Simi Coin Mestre                                | 14,20 m     |
| Lanci                  |                                                                                          |             |                                                            |             |                                                            |             |
| Getto del peso         | Angiolo Profeti ASSI Giglio Rosso                                                        | 14,22 m     | Paolone                                                    | 14,07 m     | Adolfo Consolini Gruppo Sportivo Pirelli                   | 13,94 m     |
| Lancio del disco       | Adolfo Consolini Gruppo Sportivo Pirelli                                                 | 51,65 m     | Giuseppe Tosi CUS Roma                                     | 50,11 m     | Angelo Meroni Gruppo Sportivo Pirelli                      | 44,63 m     |
| Lancio del martello    | Teseo Taddia Gruppo Sportivo Pirelli                                                     | 53,33 m     | Danilo Cereali Società Ginnastica Gallaratese              | 52,97 m     | Avio Lucioli FIAT Torino                                   | 49,35 m     |
| Lancio del giavellotto | Gian Luigi Farina Amatori Atletica Genova                                                | 60,19 m     | Amos Matteucci CUS Roma                                    | 58,08 m     | Giovanni Lievore Gruppo Sportivo Lanerossi                 | 56,69 m     |

### Donne
| Specialità             | Oro                                                                          | Prestazione | Argento                                                          | Prestazione | Bronzo                                            | Prestazione |
| Corse                  | Corse                                                                        | Corse       | Corse                                                            | Corse       | Corse                                             | Corse       |
| ---------------------- | ---------------------------------------------------------------------------- | ----------- | ---------------------------------------------------------------- | ----------- | ------------------------------------------------- | ----------- |
| 100 m                  | Giuseppina Leone Sip Torino                                                  | 12"4        | Milena Greppi Sport Club Bergamo                                 | 12"5        | Anna Maria Converso CUS Roma                      | 12"7        |
| 200 m                  | Giuseppina Leone Sip Torino                                                  | 25"6        | Anna Maria Converso CUS Roma                                     | 26"1        | Costantino Atletica Augusta                       | 26"1        |
| 800 m                  | Loredana Simonetti Associazione Sportiva Edera                               | 2'18"7      | Maria Antonietta Albano FIAT Torino                              | 2'24"2      | Nives Fozzer Società Ginnastica Triestina         | 2'25"2      |
| 80 m hs                | Milena Greppi Sport Club Bergamo                                             | 11"7        | Maria Musso Atletica Augusta                                     | 12"0        | Loredana Simonetti Associazione Sportiva Edera    | 12"4        |
| Staffetta 4×100 m      | Sport Club Bergamo Poletti Lucia Ferrario Anna Maria Bergamini Milena Greppi | 48"9        | Virtus Bologna Sportiva Martelli De Bernardini Melandri Cesarini | 50"1        | CUS Roma Perri Gentile Cecchi Anna Maria Converso | 50"5        |
| Salti                  |                                                                              |             |                                                                  |             |                                                   |             |
| Salto in alto          | Ester Palmesino Sip Torino                                                   | 1,50 m      | Enrica De Righi Sport Club Italia                                | 1,47 m      | Elvira Scala Associazione Polisportiva Partenope  | 1,44 m      |
| Salto in lungo         | Maria Gabriella Pinto CUS Padova                                             | 5,49 m      | Maria Musso Atletica Augusta                                     | 5,26 m      | Piera Fassio Gruppo Sportivo Bergamasco           | 5,25 m      |
| Lanci                  |                                                                              |             |                                                                  |             |                                                   |             |
| Getto del peso         | Amelia Piccinini Gruppo Sportivo Bergamasco                                  | 12,79 m     | Paola Paternoster Urbe Roma                                      | 12,02 m     | Ada Turci Sport Club Bergamo                      | 11,43 m     |
| Lancio del disco       | Edera Cordiale-Gentile Gruppo Sportivo Bergamasco                            | 39,09 m     | Maria Netzbandt Associazione Polisportiva Partenope              | 36,62 m     | Gabre Gabric Sport Club Bergamo                   | 35,74 m     |
| Lancio del giavellotto | Ada Turci Sport Club Bergamo                                                 | 39,64 m     | Marhione                                                         | 37,16 m     | Alda Rossi FIAT Torino                            | 36,61 m     |